# Mira Lobeová
Mira Lobeová, rozená Hilde Mirjam Rosenthal (17. září 1913 Görlitz – 6. února 1995 Vídeň), byla autorkou více než 100 knih pro děti. Podle jednoho z jejích románů byl natočen televizní seriál Dětský ostrov (1984).

## Život a dílo
Mira Lobeová se narodila v roce 1913 v dolnoslezském městě Görlitz do židovské kupecké rodiny. Zde navštěvovala střední školu a v roce 1933 maturovala. Po ukončení školy chtěla studovat němčinu a dějiny umění, ale vzhledem k tomu, že byla Židovka, tak to měla zakázáno. Po absolvování textilní a módní školy v Berlíně emigrovala v roce 1936 do Palestiny; matka a sestra přišly do Palestiny později. V létě 1940 se provdala za německého herce a režiséra Friedricha Lobeho (* 1889), který pracoval v dělnickém divadle „Ohel“ v Tel Avivu. V roce 1943 se jim narodila dcera Claudia. V této době se začala věnovat psaní a ilustrování dětských knih. Nejprve byly vydány dvě obrázkové knihy v hebrejštině – jediné vydané knihy pro děti, ve kterých text i ilustrace byly od Miry Lobeové. V roce 1947 se jim narodil syn Reinhardt.
Její první kniha Insu-Pu vyšla v roce 1948 v Tel Avivu. Vypráví příběh jedenácti dětí na cestě do Terranie, kde je klid. Uvíznou na pustém ostrově, kde se jim podaří vytvořit dokonale fungující stát.
V roce 1951 se s manželem přestěhovala do Vídně. Tam vydávala knihy nejprve v komunistickém a později socialistickém nakladatelství. V roce 1957 se přestěhovali do východního Berlína.
Ve všech knihách Miry Lobeové jsou důležitými tématy mír, tolerance a sociální uvědomění. Mnohé z nich ilustrovala Susi Weigelová.

## Výběr z díla
- Der Bärenbund, 1954
- Titi im Urwald, 1957, Rakouská státní cena za literaturu pro děti a mládež;
- Die Omama im Apfelbaum, 1965, Rakouská státní cena za literaturu pro děti a mládež; česky vyšlo v roce 1971[4]
- Das kleine Ich-bin-ich, 1972, Rakouská státní cena za literaturu pro děti a mládež
- Die Räuberbraut, 1974
- Morgen komme ich in die Schule, 1979; česky vyšlo v roce 1987[5]
- Rote Kirschen eß ich gern, 1979
- Hokuspokus in der Nacht, 1979
- Der Apfelbaum, 1980